# Gong’an (Jingzhou)
Gong’an (chiń. upr. 公安县; chiń. trad. 公安縣; pinyin Gōng’ān Xiàn) – powiat w południowo-wschodniej części prefektury miejskiej Jingzhou w prowincji Hubei w Chińskiej Republice Ludowej. Liczba mieszkańców powiatu w 2010 roku wynosiła 881128.